# Katia Cardenal
 (février 2015).
Si vous disposez d'ouvrages ou d'articles de référence ou si vous connaissez des sites web de qualité traitant du thème abordé ici, merci de compléter l'article en donnant les références utiles à sa vérifiabilité et en les liant à la section « Notes et références ».
Katia Cardenal, née le 19 juin 1963 à Managua (Nicaragua), est une chanteuse/compositrice nicaraguayenne.
Katia et son frère Salvador Cardenal ont formé le Duo Guardabarranco (du nom de l'oiseau national Nicaraguayen), connu par ses chansons Guerrero del amor, Guardabosques, Casa Abierta and Colibri.
Katia Cardenal a édité également six albums solo avec le label norvégien Kirkelig Kulturverksted et deux autres avec Nicaraguan MOKA Discos.